# Linka 9 (tramvaj v Île-de-France)
 

Geograficky přesná mapa dráhy

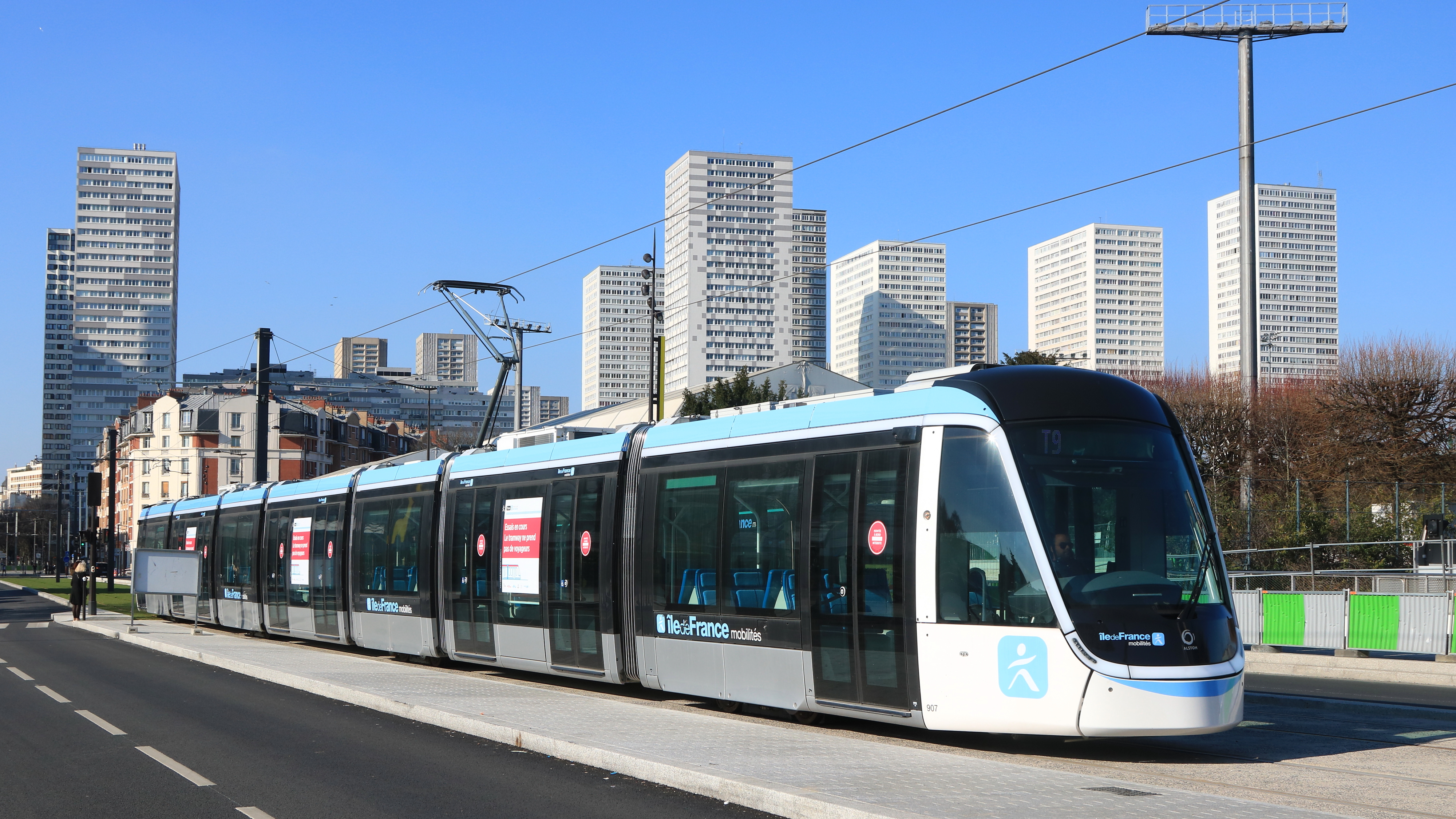
Citadis 405 u Porte de Choisy

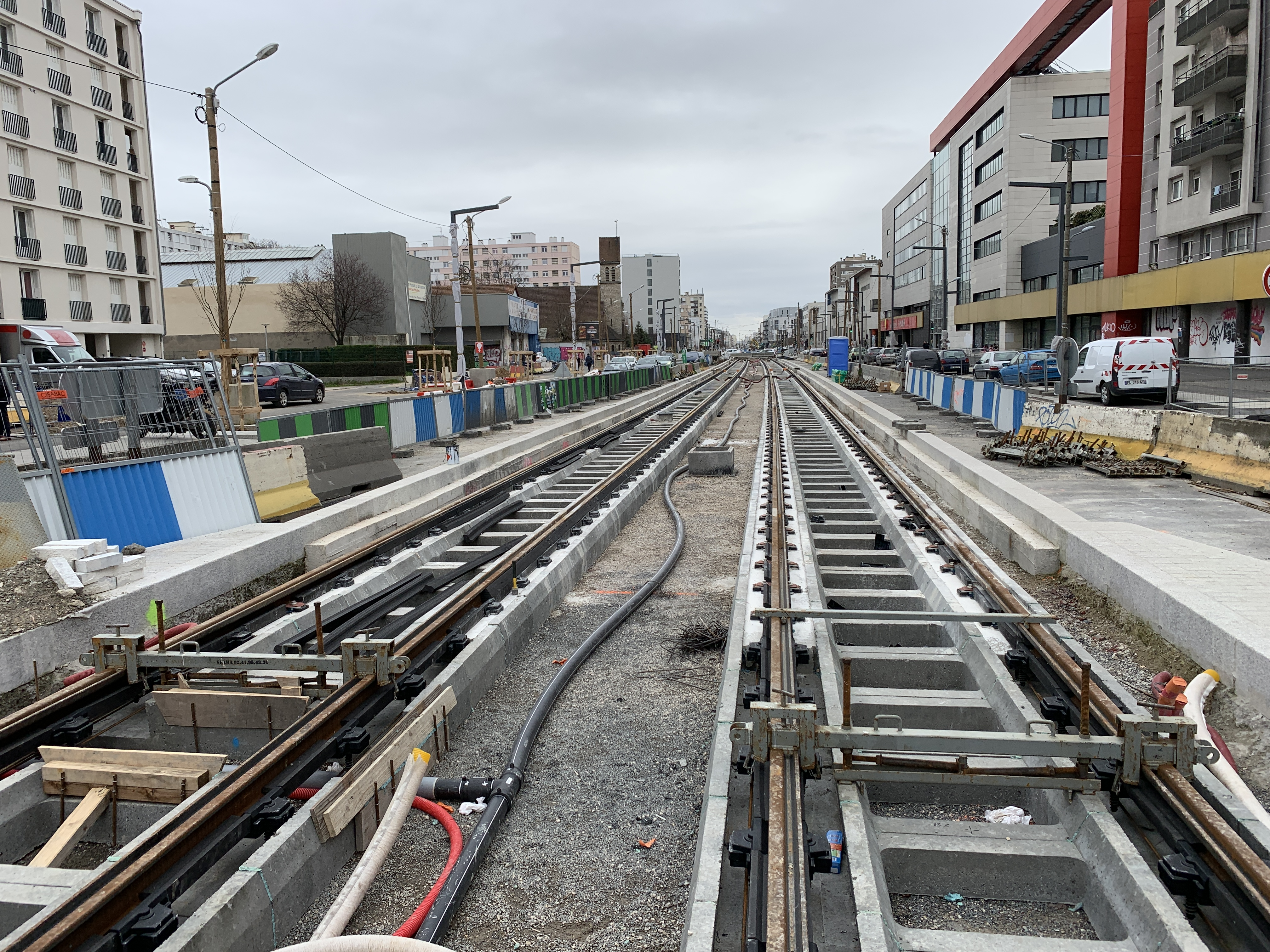
Výstavba trati na Boulevardu Stalingrad v Ivry

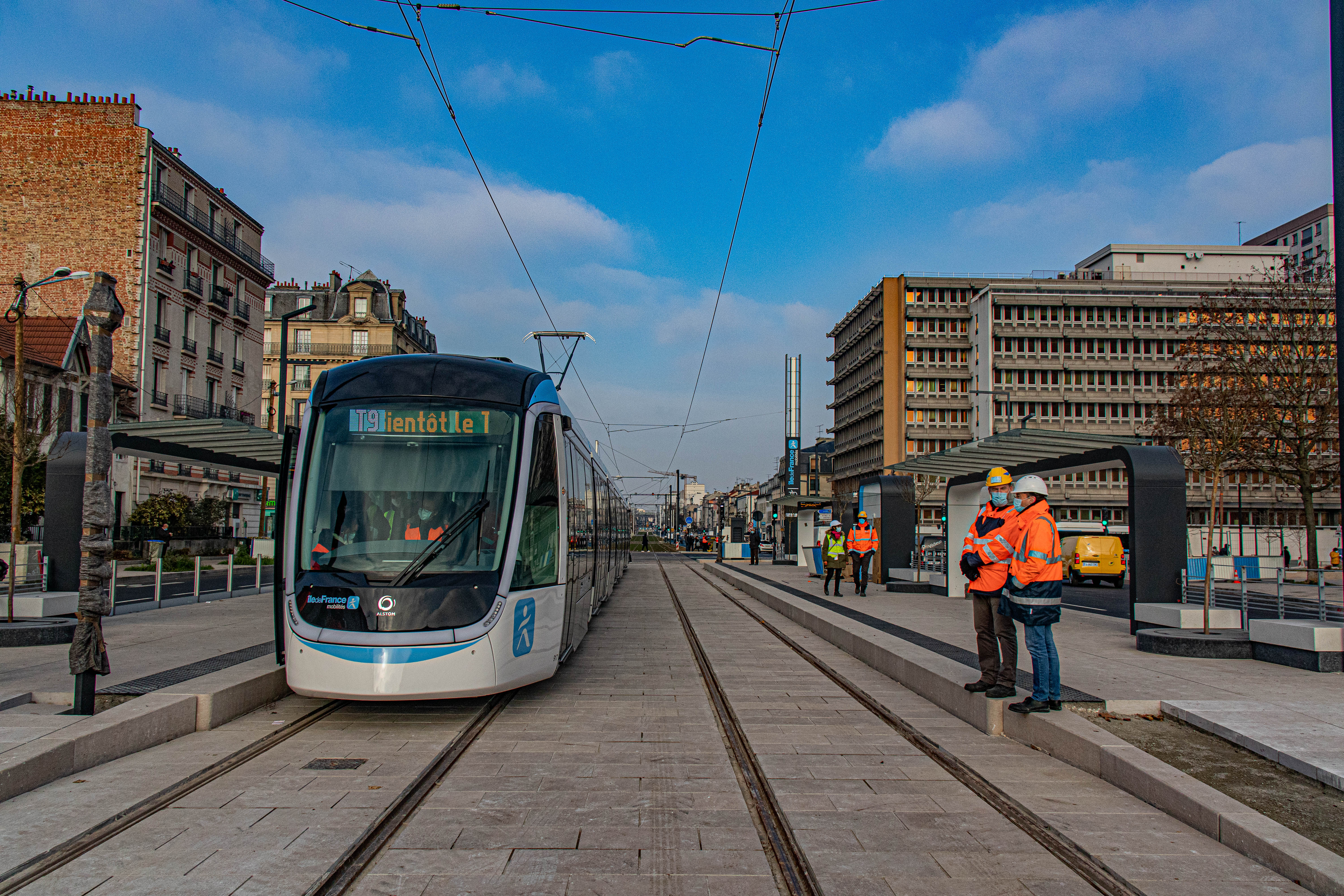
Citadis 405 během testovacích jízd na trase linky T9

Linka T9 je jednou z linek tramvajové dopravy v regionu Île-de-France. V systému MHD je značena azurovou barvou, její délka je 10,3 km a má celkem 19 zastávek. Provoz byl zahájen 10. dubna 2021 po pěti letech stavebních prací. Dopravce Keolis předpokládá, že linku bude využívat až 70 000 cestujících denně.

## Historie
Hlavním cílem projektu, schváleným v roce 2011, je náhrada značně přetížené autobusové linky 183 (spojující stanici metra 7 Porte de Choisy s letištěm Orly) ekologičtější a efektivnější tramvajovou linkou. Kromě navýšení přepravní kapacity o 20 % dojde také ke zkrácení jízdních dob, neboť tramvaje pojedou po samostatném drážním tělese a neboudou náchylné k dopravním zácpám tak jako autobusy. Celkové náklady na výstavbu tratě mezi Porte de Choisy a centrem města Orly činí 404 miliónů eur, pořízení vozidel vyjde na dalších 75 miliónů.
Stavební práce byly zahájeny v roce 2016, ve stejném roce byla společnosti Alstom zadána zakázka na výrobu tramvají Citadis 405. Na konci roku 2020 byly zahájeny zkušební jízdy bez cestujících. Slavností zahájení provozu proběhlo 10. dubna 2021 v 11 hodin dopoledne.

## Trať
Trať je dlouhá 10,3 kilometru a spojuje 13. pařížský obvod s městy Ivry-sur-Seine, Vitry-sur-Seine, Thiais, Choisy-le-Roi a Orly v departementu Val-de-Marne jižně od Paříže. Cesta z konečné na konečnou zabere 30 minut, průměrná vzdálenost mezi zastávkami je 572 metrů.

Plán linky 9

## Další rozvoj
Île-de-France Mobilités plánuje prodloužit linku T9 z centra Orly až na letiště Orly a z Porte de Chiosy na Place d'Italie. Prozatím však nejsou známy termíny zahájení stavebních prací ani uvedení do provozu.

Plán linky 9 po úplném dokončení

## Vozový park
Provoz na lince 9 zajišťuje 22 sedmičlánkových tramvají Alstom Citadis 405. Vozidla jsou 42 metrů dlouhá, 2,45 metru široká a pojmou 314 cestujících (4 cestující na m2). Stejný typ vozidel bude sloužit i na lince 10.